# Fladdermus som föda

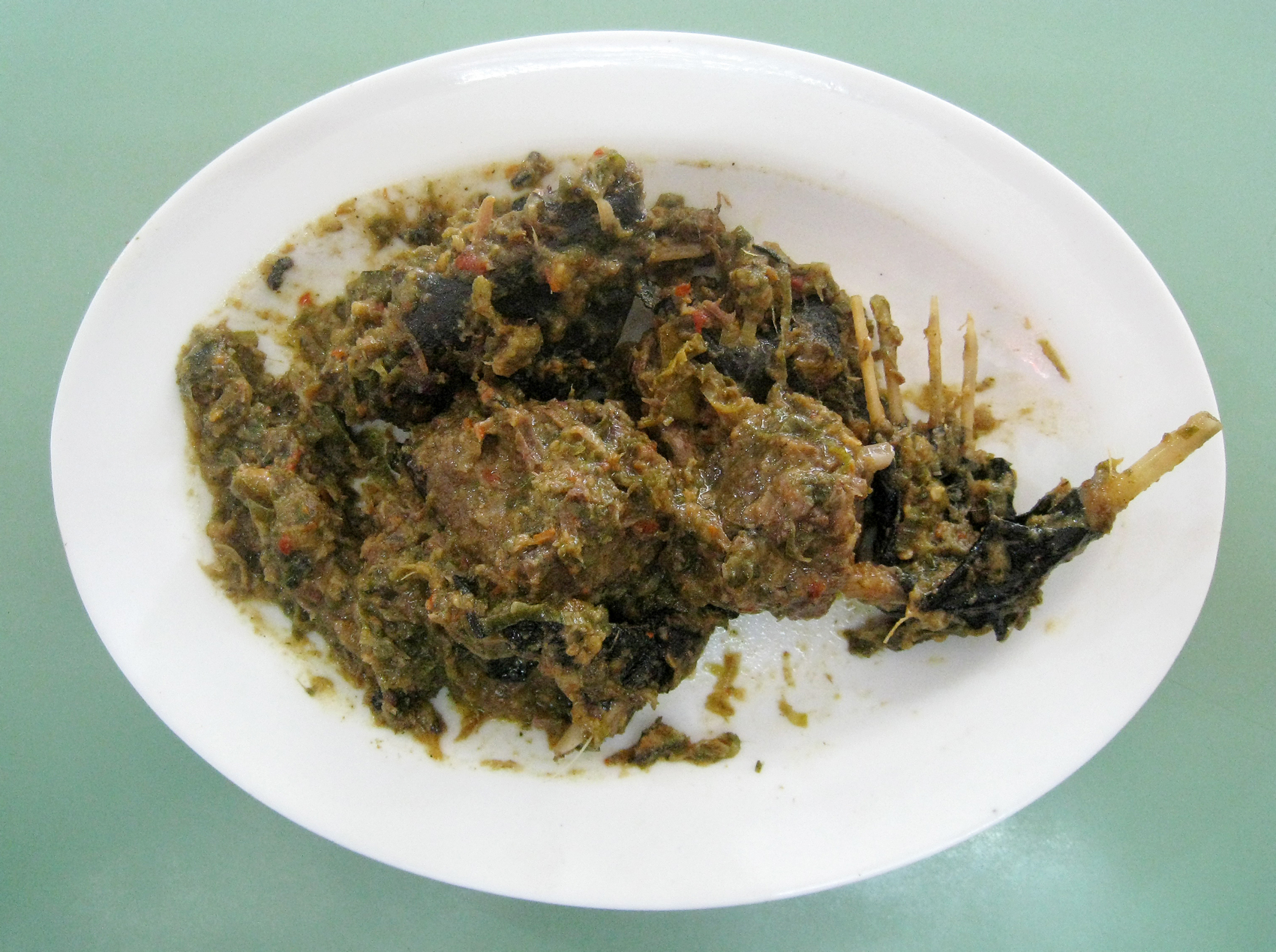
Paniki som tillagats på kött av flyghund med kryddig grön chilipeppar. En exotisk maträtt i Manado, norra Sulawesi, Indonesien.

Fladdermöss är en matkälla för människor i Stillahavsregionen och Asien. Fladdermöss konsumeras i varierande mängd i Indonesien, Thailand, Kina, Vietnam, Guam samt andra länder i Asien och Stillahavsregionen. I Guam anses fladdermusarten Pteropus mariannus vara en delikatess, och flyghunden kalong blev utrotningshotad på grund av att den var populär föda. Förutom att vara en källa till mat används fladdermössens skinn. Fladdermössen jagas med nät eller hagelgevär.
I Ghana säljs till exempel varje år cirka 128 000 individer av palmflyghund på marknader som bushmeat.
Årgång 1999 av boken The Oxford Companion to Food slår fast att fladdermusen liknar kycklingen till smak och att många arter är rena djur som endast äter frukt. 

## Tillredning och tillagning
Fladdermöss kan tillagas på flera sätt, som att grillas, friteras, tillagas i barbecue, kokas i stuvningar och snabbstekas. När de friteras kan man tillaga och äta hela fladdermusen. Fladdermöss består av små mängder fett och är rika på protein.
Vid tillagning kan fladdermössen ge ifrån sig en stark odör som påminner om urin. Detta kan motverkas genom att tillsätta vitlök, lök, chilipeppar eller öl under tillagningen.

Tillredning av fladdermöss
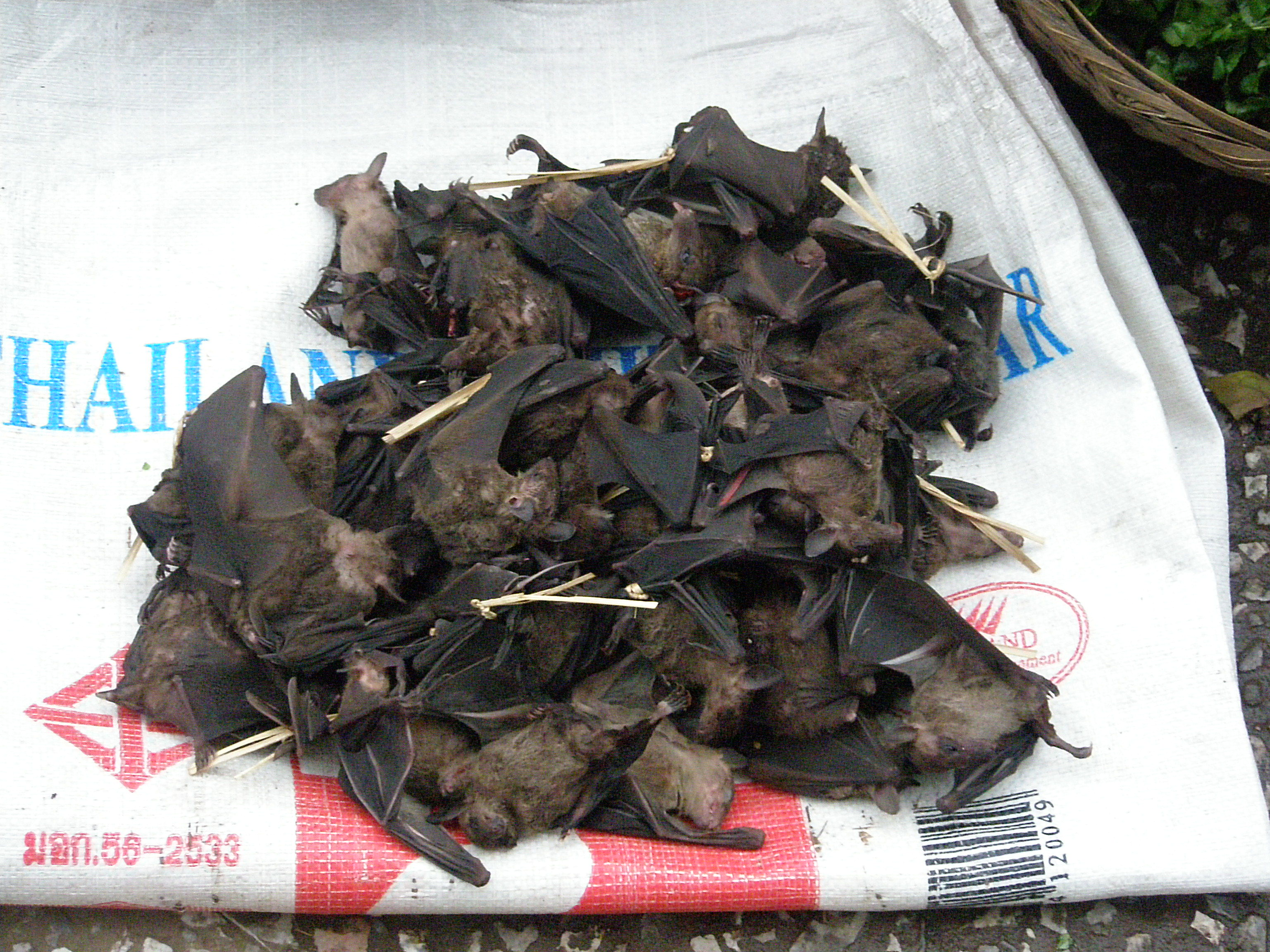
Fladdermöss för mänsklig föda i Laos
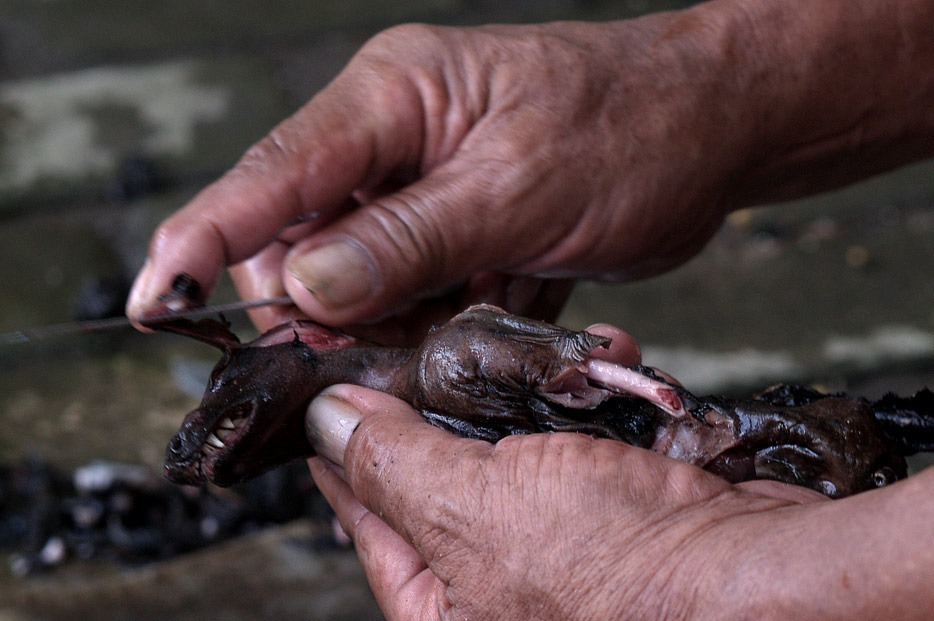
Tillredning före tillagning
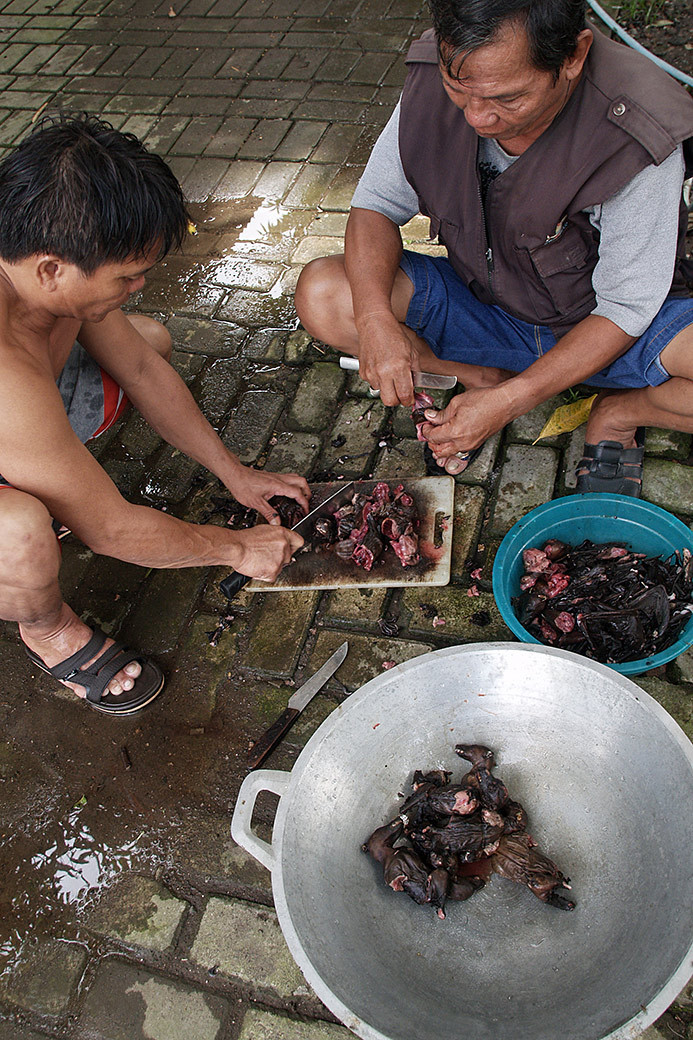
Mer tillredning
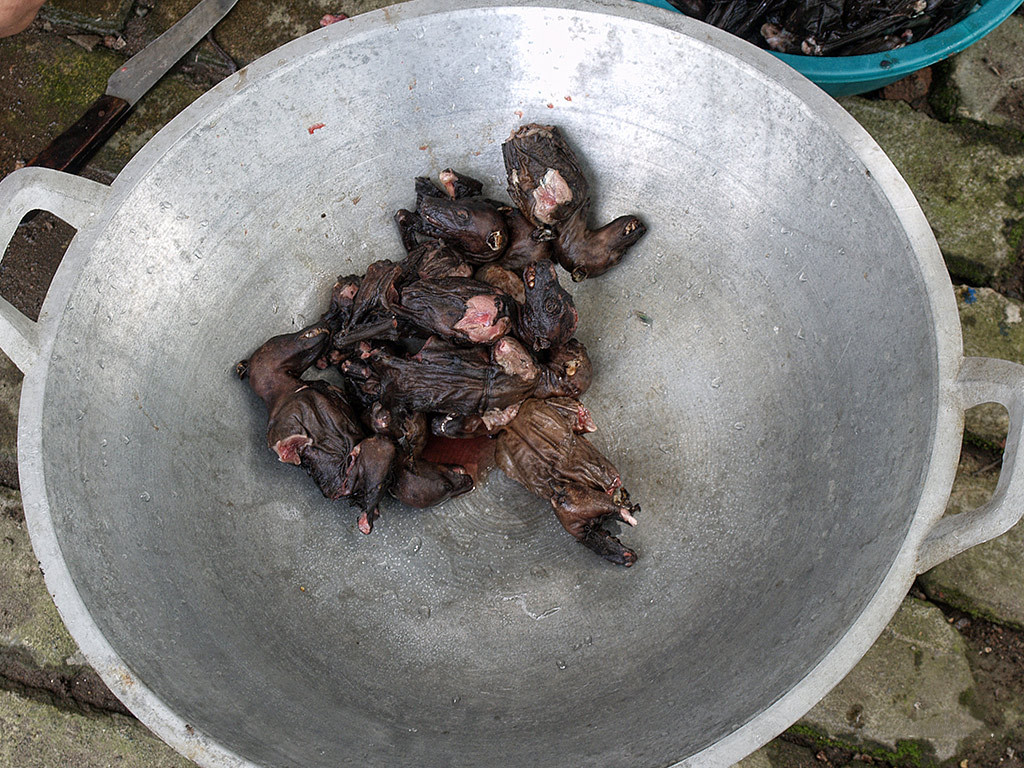
Redo för tillagning